# كرايغ إيفانز
كرايغ إيفانز (بالإنجليزية: Craig Evans)‏ (15 نوفمبر 1971 في المملكة المتحدة - ) هو لاعب كريكت بريطاني.

## وصلات خارجية
- كرايغ إيفانز على موقع إي آس بي آن كريك إنفو (الإنجليزية)